# Equitazione ai Giochi della IX Olimpiade - Dressage individuale
La competizione del dressage individuale di equitazione dai Giochi della IX Olimpiade si è svolta nei giorni 10 e 11 agosto al Sports Park di Hilversum

## Classifica finale
| Pos.    | Binomio             | Binomio           | Nazione        | Punti Giudici          | Punti Giudici       | Punti Giudici     | Punti Giudici      | Punti Giudici     | Totale | Media Punti |
| Pos.    | Cavaliere           | Cavallo           | Nazione        | Paesi Bassi (bandiera) | Germania (bandiera) | Belgio (bandiera) | Francia (bandiera) | Svezia (bandiera) | Totale | Media Punti |
| ------- | ------------------- | ----------------- | -------------- | ---------------------- | ------------------- | ----------------- | ------------------ | ----------------- | ------ | ----------- |
| Oro     | Carl von Langen     | Draufgänger       | Germania       | 224,7                  | 282,5               | 237,5             | 211,0              | 231,4             | 1187,1 | 237,42      |
| Argento | Charles Marion      | Linon             | Francia        | 210,4                  | 258,6               | 245,9             | 236,1              | 204,0             | 1155,0 | 231,00      |
| Bronzo  | Ragnar Olson        | Gunstling         | Svezia         | 212,3                  | 259,6               | 225,1             | 203,2              | 248,7             | 1148,9 | 229,78      |
| 4       | Janne Lundblad      | Blackmar          | Svezia         | 228,1                  | 237,5               | 225,7             | 206,7              | 235,5             | 1133,5 | 226,70      |
| 5       | Emanuel Thiel       | Loki              | Cecoslovacchia | 227,9                  | 223,2               | 246,0             | 224,8              | 207,9             | 1129,8 | 225,96      |
| 6       | Hermann Linkenbach  | Gimpel            | Germania       | 218,4                  | 250,7               | 216,1             | 213,2              | 222,9             | 1121,3 | 224,26      |
| 7       | Robert Wallon       | Clough-banck      | Francia        | 207,7                  | 219,5               | 240,3             | 261,4              | 191,5             | 1120,4 | 224,08      |
| 8       | Jan van Reede       | Hans              | Paesi Bassi    | 237,0                  | 243,0               | 224,7             | 187,6              | 211,2             | 1103,5 | 220,70      |
| 9       | Pierre Versteegh    | His Excellence II | Paesi Bassi    | 225,8                  | 214,8               | 225,4             | 206,4              | 211,6             | 1084,0 | 216,80      |
| 10      | Otto Schöniger      | Ex                | Cecoslovacchia | 230,4                  | 233,2               | 223,4             | 190,5              | 183,9             | 1061,4 | 212,28      |
| 11      | Eugen von Lotzbeck  | Draufgänger       | Germania       | 189,7                  | 239,8               | 207,0             | 201,0              | 202,7             | 1040,2 | 208,04      |
| 12      | Gerard le Heux      | Valérine          | Paesi Bassi    | 245,3                  | 204,9               | 209,0             | 182,4              | 187,5             | 1029,1 | 205,82      |
| 13      | Arthur von Pongracz | Turridu           | Austria        | 208,7                  | 240,2               | 198,0             | 187,3              | 187,2             | 1021,4 | 204,28      |
| 14      | Wilhelm Jaich       | Graf              | Austria        | 201,6                  | 232,5               | 206,2             | 170,5              | 210,0             | 1020,8 | 204,16      |
| 15      | Adolphe Mercier     | Queen-Mary        | Svizzera       | 194,2                  | 222,7               | 219,6             | 193,8              | 186,4             | 1016,7 | 203,34      |
| 16      | Magnus Fog          | Mistinguett       | Danimarca      | 199,0                  | 216,4               | 218,2             | 173,7              | 203,1             | 1010,4 | 202,08      |
| 17      | Jaroslav Hanf       | Elegán            | Cecoslovacchia | 202,7                  | 211,7               | 223,0             | 191,6              | 179,5             | 1008,5 | 201,70      |
| 18      | Vladimir Stoychev   | Pan               | Bulgaria       | 219,5                  | 205,5               | 218,9             | 163,6              | 196,3             | 1003,8 | 200,76      |
| 19      | Carl Bonde          | Ingo              | Svezia         | 185,1                  | 201,8               | 188,1             | 169,8              | 227,1             | 971,9  | 194,38      |
| 20      | Kozeki Okada        | Takushu           | Giappone       | 191,7                  | 212,9               | 208,0             | 178,6              | 184,5             | 975,7  | 195,14      |
| 21      | Gustav Grachegg     | Daniel            | Austria        | 200,5                  | 210,4               | 204,8             | 176,4              | 167,7             | 959,8  | 191,96      |
| 22      | Otto Frank          | Solon             | Svizzera       | 188,1                  | 189,4               | 208,1             | 187,5              | 180,0             | 953,1  | 190,62      |
| 23      | Pierre Danloux      | Rempart           | Francia        | 227,0                  | 225,2               | 252,7             | 267,2              | 193,4             | 1165,5 | 187,10      |
| 24      | Oswald Lints        | Rira-t-elle       | Belgio         | 184,7                  | 184,9               | 222,6             | 171,5              | 165,6             | 929,3  | 185,86      |
| 25      | Werner Stuber       | Ulhard            | Svizzera       | 181,0                  | 185,2               | 198,0             | 151,1              | 160,3             | 875,6  | 175,12      |
| 26      | Paul Michelet       | Benue             | Norvegia       | 173,6                  | 177,0               | 189,4             | 160,9              | 153,0             | 853,9  | 170,78      |
| 27      | Henri Laame         | Belga             | Belgio         | 171,8                  | 174,9               | 176,4             | 153,3              | 162,1             | 838,5  | 167,70      |
| 28      | Kohei Yusa          | Sakigake          | Giappone       | 158,9                  | 203,0               | 168,6             | 145,5              | 158,8             | 834,8  | 166,96      |
| 29      | Roger Delrue        | Dreypuss          | Belgio         | 135,8                  | 143,4               | 175,4             | 132,5              | 143,6             | 730,7  | 146,14      |

1. ↑  Penalizzato di 46 punti per perdita di tempo